# Oratoire de Belle-Croix d'Uchon
L'oratoire de Belle-Croix d'Uchon est un oratoire situé sur le territoire de la commune d'Uchon dans le département français de Saône-et-Loire et la région Bourgogne-Franche-Comté.

## Historique
L'oratoire a fait l'objet d'une inscription au titre des Monuments historiques par arrêté du 9 décembre 1929.

## Localisation
Tandis qu'au pied du site boisé des ruines du château d'Uchon se dresse l’église du village bâtie sur un bloc rocheux, un peu plus bas, à l’entrée du village, entouré de landes et de quelques constructions dispersées, a été bâti l'édicule dit « de la Belle Croix », qui consiste en un petit oratoire du XVIe siècle devant lequel se rassemblaient jadis les pèlerins venus prier pour éloigner les épidémies de peste.